# Goffredo il Gobbo
Goffredo IV della Bassa Lotaringia, detto il Gobbo (1040 circa – Vlaardingen, 22 febbraio 1076), fu duca della Bassa Lorena (Lotaringia), conte di Verdun, e margravio reggente di Toscana (assieme alla suocera, Beatrice di Bar, per conto della moglie, Matilde di Canossa), dal 1069 sino alla sua morte.

## Biografia

### Origini
Secondo la Chronica Albrici Monachi Trium Fontium, Goffredo era figlio maschio primogenito del duca dell'Alta Lorena (Lotaringia), conte di Verdun, margravio reggente di Toscana (assieme alla seconda moglie, Beatrice di Bar, dal 1054), duca della Bassa Lorena (Lotaringia) e margravio di Anversa, Goffredo III il Barbuto e della prima moglie, Doda, come ci viene confermato dalla Ex Vita B. Idæ Boloniensis Comitissæ quando cita la loro figlia, Ida (pater…Godefridus, mater vero ejus non minus egregia, Doda), e che, ancora secondo lo storico medievalista, Alan V. Murray, nel suo The crusader Kingdom of Jérusalem, A Dynastic History 1099-1125 (non consultato), era la figlia del conte di Rethel, Manasse II.
Goffredo III il Barbuto, come ci viene confermato dal Herimanni Augiensis Chronicon, era il figlio maschio primogenito del margravio di Anversa, conte di Verdun, duca della Bassa Lorena (Lotaringia) e duca dell'Alta Lorena (Lotaringia) Gothelo o Gozzelone I (Gotefridus alter filius eius [=Gozzilo dux Lotharingorum]) e della di lui moglie, di cui non si conoscono né il nome né gli ascendenti. Discendente da Carlo Magno, era anche nipote di papa Stefano IX (che era Federico, il fratello minore di Goffredo il Barbuto).

### L'ascesa
Degli anni giovanili di Goffredo si hanno scarse informazioni; per la prima volta viene citato dalla Chronica Albrici Monachi Trium Fontium, quando ci informa che, alla morte del padre, riportata nel 1070, gli succedette come duca della Bassa Lorena (Lotaringia) e conte di Verdun, definendolo gobbo (Godefridus Gibbosus), piccolo ma di ammirevole animo (corpore exiguous tamen animo eximius). La sua successione fu approvata dal re dei Romani, Enrico IV di Franconia.
Nello stesso anno della sua successione al padre (1069), Goffredo aveva sposato Matilde di Canossa, come ci conferma il Chronicon Sancti Huberti Andaginensis, citando le ultime volontà del padre (tuo quoque, mi karissume fili, et sponsae tuae Mathildis); secondo l'Annalista Saxo, Matilde era figlia del marchese di Toscana, conte di Brescia, Modena, Ferrara, Reggio e Mantova, Bonifacio III e di Beatrice di Lotaringia, che, secondo il Chronicon Sancti Michælis, monasterii in pago Virdunensi era la figlia femmina primogenita dell'erede della contea di Bar e duca dell'Alta Lorena (Lotaringia), Federico II e di Matilde di Svevia.
Con questo matrimonio, dopo la morte del padre, gli succedette, come margravio reggente di Toscana, assieme alla suocera, Beatrice di Lotaringia dal momento che suo padre, in seconde nozze, nel 1054, secondo la Chronica Albrici Monachi Trium Fontium, aveva sposato Beatrice, madre di Matilde e vedova di Bonifacio III. Secondo lo storico, Georges Poull, nel suo libro La Maison souveraine et ducale de Bar (1994) (non consultato), suo padre e la sua seconda moglie, Beatrice, decisero il fidanzamento di Matilde e Goffredo il Gobbo al tempo del loro matrimonio.
Ancora secondo Georges Poull, la moglie Matilde, nel 1070, fece ritorno in Toscana, e Goffredo, nel 1071, visse separato dalla moglie. I due coniugi erano infatti di idee diverse nell'ambito della cosiddetta lotta per le investiture: Matilde supportava il papa Gregorio VII, Goffredo l'imperatore Enrico IV.
Secondo il capitolo nº 47a della Chronologia Johannes de Beke, Goffredo si schierò col vescovo di Utrecht, Guglielmo I, che, data la minore età del conte d'Olanda, Teodorico V, aveva ottenuto dal rex Romanorum, Enrico IV, l'autorità sulla contea d'Olanda, per scacciare Teodorico V e la madre, Gertrude di Sassonia, dall'Olanda. Teodorico V con la madre ed il patrigno, Roberto I delle Fiandre, si ritirarono nelle isole della Frisia; per questo, il patrigno, Roberto, da Orderico Vitale venne denominato Roberto il Frisone (Rodbertum Fresionem).
Nel 1071 infine, secondo il capitolo nº 47b della Chronologia Johannes de Beke, venne sconfitto definitivamente da Goffredo il Gobbo. Nel 1072, Goffredo il Gobbo, secondo gli Annales Egmundani, portò distruzioni in tutta la Frisia.
Sempre Georges Poull, sostiene che Goffredo nel corso del 1072, raggiunse la moglie in Toscana, per fare poi ritorno in Lotaringia l'anno seguente. Durante questo periodo, Goffredo, assieme alla moglie, Matilde di Canossa, alla suocera Beatrice di Lotaringia e ad Agnese, madre del re dei Romani, Enrico IV di Franconia, si adoperò per aiutare papa Gregorio VII ad ottenere l'obbedienza dell'alto clero.

### L'assassinio e la successione
Sostenne Enrico IV contro il duca di Sassonia, Magnus, nel 1074 durante la rivolta dei sassoni e partecipò alla battaglia di Langensalza. A Worms nel gennaio del 1076, Goffredo fu tra coloro che si pronunciarono per la deposizione di papa Gregorio VII, dicendosi disposto a marciare su Roma, ma, il mese successivo, fu assassinato mentre si apprestava a dare battaglia sulla Schelda, contro gli storici nemici: Teodorico V d'Olanda e Roberto I delle Fiandre; Goffredo cadde vittima di un'imboscata: durante la notte spinto da bisogni corporali si recò al gabinetto e un sicario che stava in agguato, gli conficcò una spada tra le natiche lasciandogli l'arma piantata nella ferita. Sopravvissuto a fatica, una settimana dopo, verso la fine di febbraio 1076, morì, come viene riportato dai Lamberti Annales, che suppongono che avvenne su mandato di Roberto I delle Fiandre; mentre, secondo gli Annales Egmundani, fu ucciso, nel 1075, mentre si trovava alla latrina, da un servo di Teodorico V d'Olanda; la Chronologia Johannes de Beke conferma che Goffredo fu assassinato, mentre si trovava alla latrina, nel 1076; anche la Chronica Albrici Monachi Trium Fontium, conferma la morte nel 1076 e che la sepoltura avvenne nella cattedrale di Verdun.
Dato che non aveva eredi, Goffredo nominò allora erede Goffredo di Buglione, figlio di sua sorella, ma in seguito l'Imperatore gli oppose la nomina del proprio figlio Corrado. Fu quindi quest'ultimo a succedergli alla sua morte, nel 1076, e mantenne la titolarità del ducato di Lorena fino al 1087, anno in cui fu incoronato re coreggente dei Romani. A questo punto l'imperatore Enrico IV, ancora secondo Georges Poull, acconsentì alla nomina dell'erede designato da Goffredo il Gobbo, suo nipote Goffredo di Buglione (il quale in seguito ottenne grande fama con la partecipazione alla prima crociata).

## Posterità
Il nome di Goffredo il Gobbo si inserisce storicamente tra coloro che avrebbero contribuito alla spiegazione del toponimo "Goffredo", riferito alla città di Castel Goffredo, in provincia di Mantova..

## Matrimonio e figli
Goffredo il Gobbo si sposò con Matilde di Canossa, da cui ebbe un'unica figlia:
- Beatrice, morta pochi giorni dopo la nascita, nel 1071, come riporta Georges Poull[14].

## Ascendenza
|                      |                            |                     | Genitori                |  |  | Nonni |  |  | Bisnonni             |  |  | Trisnonni |  |
|                      |                            |                     |                         |  |  |       |  |  | Goffredo I di Verdun |  |  | Gozlin    |  |
|                      |                            |                     |                         |  |  |       |  |  | Goffredo I di Verdun |  |  | Gozlin    |  |
|                      |                            | Oda di Metz         |                         |  |  |       |  |  | Goffredo I di Verdun |  |  |           |  |
| Gothelo I di Lorena  |                            |                     |                         |  |  |       |  |  | Goffredo I di Verdun |  |  |           |  |
|                      |                            | Matilde di Sassonia | Ermanno di Sassonia     |  |  |       |  |  |                      |  |  |           |  |
|                      |                            | Matilde di Sassonia | Ermanno di Sassonia     |  |  |       |  |  |                      |  |  |           |  |
|                      |                            | Matilde di Sassonia | Ildegarda di Westerburg |  |  |       |  |  |                      |  |  |           |  |
| Goffredo il Barbuto  |                            | Matilde di Sassonia |                         |  |  |       |  |  |                      |  |  |           |  |
|                      |                            | …                   | …                       |  |  |       |  |  |                      |  |  |           |  |
|                      |                            | …                   | …                       |  |  |       |  |  |                      |  |  |           |  |
|                      |                            | …                   | …                       |  |  |       |  |  |                      |  |  |           |  |
| …                    |                            | …                   |                         |  |  |       |  |  |                      |  |  |           |  |
|                      |                            | …                   | …                       |  |  |       |  |  |                      |  |  |           |  |
|                      |                            | …                   | …                       |  |  |       |  |  |                      |  |  |           |  |
|                      |                            | …                   | …                       |  |  |       |  |  |                      |  |  |           |  |
| Goffredo il Gobbo    |                            | …                   |                         |  |  |       |  |  |                      |  |  |           |  |
|                      | Manasse I, conte di Rethel | …                   |                         |  |  |       |  |  |                      |  |  |           |  |
|                      | Manasse I, conte di Rethel | …                   |                         |  |  |       |  |  |                      |  |  |           |  |
|                      | Manasse I, conte di Rethel | …                   |                         |  |  |       |  |  |                      |  |  |           |  |
| Manasse II di Rethel | Manasse I, conte di Rethel |                     |                         |  |  |       |  |  |                      |  |  |           |  |
|                      |                            | …                   | …                       |  |  |       |  |  |                      |  |  |           |  |
|                      |                            | …                   | …                       |  |  |       |  |  |                      |  |  |           |  |
|                      |                            | …                   | …                       |  |  |       |  |  |                      |  |  |           |  |
| Doda di Rethel       |                            | …                   |                         |  |  |       |  |  |                      |  |  |           |  |
|                      |                            | …                   | …                       |  |  |       |  |  |                      |  |  |           |  |
|                      |                            | …                   | …                       |  |  |       |  |  |                      |  |  |           |  |
|                      |                            | …                   | …                       |  |  |       |  |  |                      |  |  |           |  |
| Dada                 |                            | …                   |                         |  |  |       |  |  |                      |  |  |           |  |
|                      |                            | …                   | …                       |  |  |       |  |  |                      |  |  |           |  |
|                      |                            | …                   | …                       |  |  |       |  |  |                      |  |  |           |  |
|                      |                            | …                   | …                       |  |  |       |  |  |                      |  |  |           |  |
|                      |                            | …                   |                         |  |  |       |  |  |                      |  |  |           |  |

### Letteratura storiografica
- J. P.Whitney, La riforma della chiesa, in «Storia del mondo medievale», vol. IV, 1999, pp. 299–352
- Z.N. Brooke, Gregorio VII e la prima disputa tra impero e papato, in «Storia del mondo medievale», vol. IV, 1999, pp. 353–421
- Z.N. Brooke, La Germania sotto Enrico IV e Enrico V, in «Storia del mondo medievale», vol. IV, 1999, pp. 422–482
- Carlo Gozzi, Raccolta di documenti per la Storia di Castelgoffredo e biografia di que' principi Gonzaga che l'hanno governato personalmente (1840), Mantova, 2000. ISBN 88-88091-11-4.
- Guido Sommi Picenardi, Castel Goffredo e i Gonzaga, Milano, 1864. ISBN non esistente.